# SC Bastia
SC Bastia, sau simplu Bastia, este un club de fotbal din Bastia, Franța care evoluează în Ligue 2.